# Proud Tower Akashi
La Proud Tower Akashi (プラウドタワー明石) est un gratte-ciel construit de 2014 à 2017 à Akashi près d'Osaka
.
Il mesure 125 mètres de hauteur sur 34 étages et abrite 216 logements pour une surface totale de plancher de 66,058 m² .
C'est le plus haut immeuble et l'unique gratte-ciel d'Akashi .
Les architectes sont la société Obayashi Corporation et l'agence d'architecture Tohata Architects & Engineers.